# Dara Birnbaum
Dara Birnbaum (29. října 1946 – 2. května 2025) byla americká umělkyně, specializující se na video a instalace. Narodila se v New Yorku a studovala architekturu na Carnegie-Mellonově univerzitě v Pittsburghu. Později studovala malířství na Sanfranciském uměleckém institutu. V roce 1975 odešla do Florencie, avšak již následujícího roku se vrátila do New Yorku. V té době vytvořila svá první experimentální videa, například Control Piece a Mirroring. V roce 1985 svá díla vystavovala na přehlídce Whitney Biennial. V roce 2016 byla oceněna newyorským kulturním zařízením The Kitchen.